# Skodsborg Badesanatorium I + II
|  | Denne artikel er oprettet af botten PalnaBot ud fra en ekstern database. Den kan derfor have sproglige fejl eller mangler. Denne skabelon kan fjernes efter kontrol af indholdet. |

Skodsborg Badesanatorium I + II er en film instrueret af Gunnar Wangel.